# Sebastián Durón

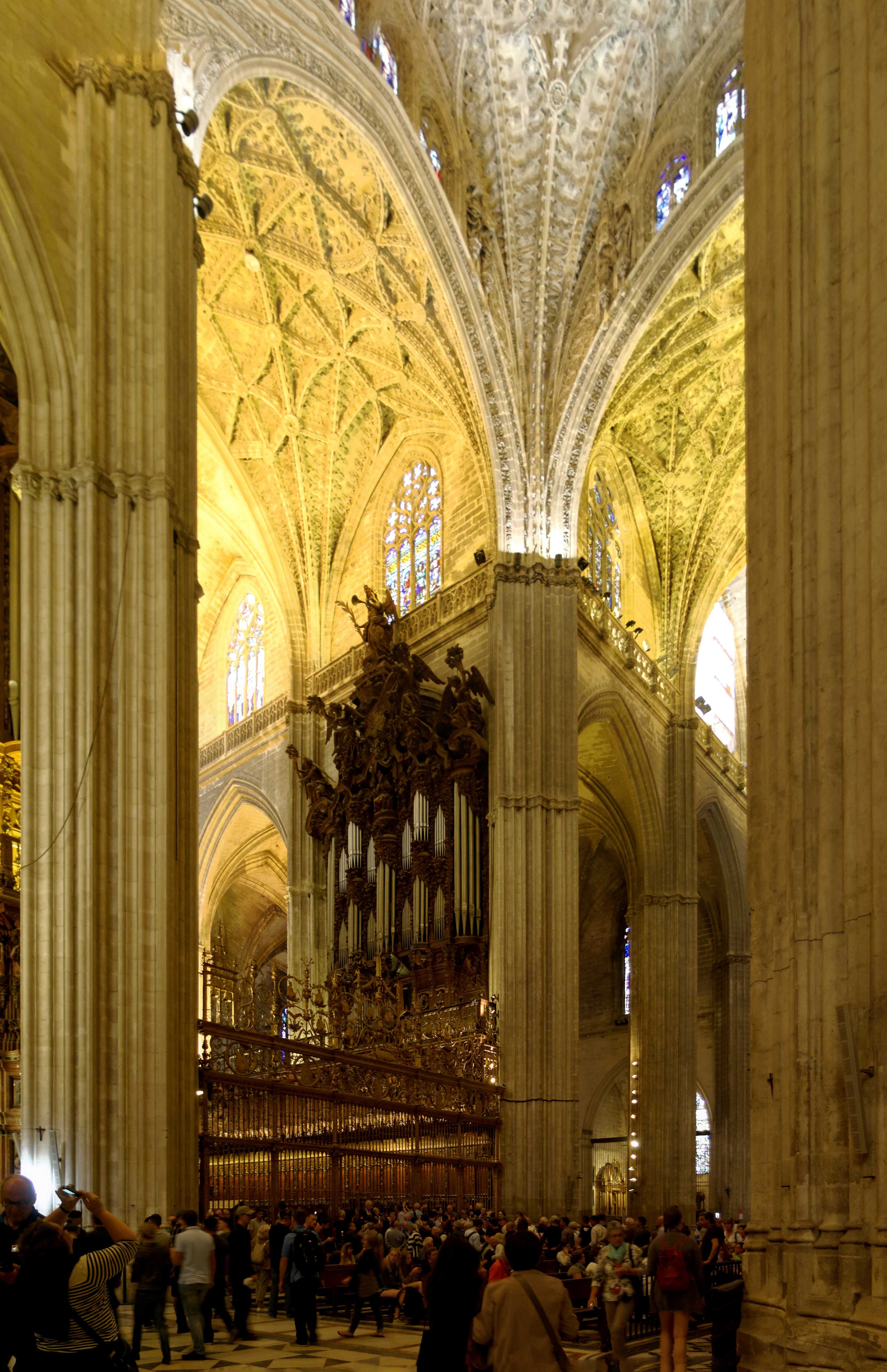
Imatge interior de la catedral de Sevilla.

Sebastián Durón (Brihuega, Guadalajara, 19 d'abril de 1660 - Kanbo, 3 d'agost de 1716) va ser un compositor espanyol del Barroc.

## Biografia
Era fill de Sebastián Durón i Margarita Picazo. Son pare era sagristà de l'església de Sant Joan, de Brihuega, i va morir quan el seu fill tenia 8 anys. Se suposa que el primer contacte amb la música el va tenir a través de l'església, però no hi ha dades que ho corroboren. L'any 1679, amb 19 anys, hi ha notícies d'ell a Saragossa, com a deixeble ja format de l'organista Andrés de Sola.
L'any 1680 va guanyar per oposició una plaça de segon organista de la Catedral de Sevilla. Hi va residir durant cinc anys, on era considerat un músic, organista i compositor reputat, amb diversos deixebles. La seua condició d'eclesiàstic consta a les Actes Capitulars de la Catedral. Se suposa que a Sevilla va treballar amb el mestre de capella de la Catedral, l'excel·lent músic Alonso Xuárez. Aquest darrer es va traslladar a Cuenca, i des d'ací va escriure una carta de recomanació molt elogiosa amb Durón a Burgo de Osma, on es va decidir contractar a Durón (1685). No obstant això, el desembre de 1686 es va traslladar a la Catedral de Palència.
Parla de la seua bona reputació que el 23 de setembre de 1691 fóra contractat per a ocupar el lloc d'organista de la Real Capella de Carles II, plaça que va retindre durant deu anys.
L'any 1706 amb l'entrada de Felip V de Borbó a Madrid Durón és enviat a l'exili, atès que s'havia manifestat públicament com a partidari de l'Arxiduc Carles d'Àustria. Es va desterrar a Baiona amb el seguici de la reina viuda Mariana de Neoburg, que el va nomenar primer almoiner i capellà d'honor.
El 1714 va retornar a Espanya i va treballar per diversos mecenes com el comte d'Oñate o el comte de Salvatierra, a qui havia dedicat la seua òpera "La guerra de los gigantes", un panegíric de la monarquia absoluta. Entre aquesta obra i "Celos aún del aire matan" de Juan Hidalgo, basada en un text de Calderón, continua la polèmica sobre quina de les dues mereix ser reconeguda com la primera òpera espanyola.
L'any 1715 va tornar a Baiona i a l'any següent va morir de tuberculosi a Cambo-les-Bains on gairebé 200 anys després moriria un altre gran músic: Isaac Albéniz.
El pare Feijoó a la seua obra, Teatro Crítico Universal, publicat l'any 1726 (deu anys després de la mort de Durón), va acusar Sebastián Durón de ser el responsable de la decadència de la música espanyola en haver introduït l'estil italià i la "música de violines".
Felip Pedrell va ser un gran admirador de l'obra de Durón i va publicar algunes de les seues obres.

## Obres

### Teatre
- Salir el amor del mundo (José de Cañizares), sarsuela en 2 actes (1696 Madrid)
- Muerte en amor es la ausencia (Antonio de Zamora), comèdia en 3 actes (1697 Madrid)
- Selva encantada de amor sarsuela en 2 actes (ca. 1698 Madrid)
- La guerra de los gigantes òpera escènica en 1 acte (ca. 1698 Madrid)
- Apolo y Dafne (José Benavides), sarsuela en 3 actes (ca. 1699 Madrid); Acte 2n de Navas
- El imposible mayor en amor, le vence amor (Bances Candamo/Cañizares), sarsuela/comèdia en música en 2 actes (1710)
- Veneno es de amor la envidia (Zamora/Cañizares?), sarsuela en 2 actes (22 de gener de 1711 Madrid)
- Las nuevas armas de amor (Cañizares), sarsuela harmònica en 2 actes (25 de desembre de 1711 Madrid)

### Altres
- Astros luzes, cobla (tercer terç S. XVII). Música incompleta.
- Por amar a la rosa (tercer terç S. XVII). Música incompleta. Signat "M. Duron" a la particel·la del Tible.
- Señores yo soy el mas ligerillo (tercer terç S. XVII). Música incompleta. La particel·la del Tible incorpora una digitació damunt les notes.
- Atended, escuchad a mis clausulas dulces (tercer terç S. XVII).
- Ocupen alegres [sal]vas sonoras (tercer terç S. XVII)
- Quién me dirá que enigma es aquel (tercer terç S. XVII)
- Y pues de tu error los suspiros (tercer terç S. XVII)
- Bolcanes de amor, que me abraso (tercer terç S. XVII)
- En la mesa del amor (tercer terç S. XVII). Sembla que imiti els sons de les campanes en alguns passatges onomatopèics: "din, don, dan […] din, din, din".
- Amor aunque quieras tirano (tercer terç S. XVII)
- Al jazmin de la gracia (Finals S. XVII)
- Ay que se duerme mi afecto (Finals S. XVII)
- Si mirando las luzes (Finals S. XVII)
- Aves canoras (Finals S. XVII)
- En la Torre de Belen (Finals S. XVII). Es conserven 2 exemples de cada veu, un dels quals ve escrit en portuguès. La resposta a 4 diu: "Porqué infeliz repita ay triste barquero". L'Acompanyament ve també com a "Guiao a 4".
- Aves canoras que en dulce accento llorays (Finals S. XVII)
- Bullicioso festivo (Primer quart S. XVIII)
- Porque penas fatiga (Primer quart S. XVIII)

L'obra religiosa de Durón es troba dispersa en diferents arxius, gairebé tots en arxius catedralicis de Las Palmas de Gran Canaria, Jaca, Granada, Sucre, Sogorb, Pamplona, etc., però també a la Biblioteca Municipal de Porto, el Palau Reial de Madrid, l'Arxiu Diocesà de Girona, l'arxiu de l'església parroquial de Sant Pere i Sant Pau, o la Biblioteca Central de Barcelona. S'hi troben diferents Misses, Lletanies, Oficis de difunts, "Villancicos", etc.